# Aspergillus fumigatus
Aspergillus fumigatus is een schimmel. De soort vermeerdert zich ongeslachtelijk door conidiën (conidiosporen), die op een conidiofoor gevormd worden. De schimmel kan groeien bij een temperatuur tussen 12-56 °C. De soort kan zich geslachtelijk voortplanten onder de juiste omstandigheden i.e. bij een temperatuur van 30 °C.
De schimmel kan bronchopulmonale allergische aspergillose veroorzaken bij mensen met een verzwakt immuunsysteem. Een spore kan uit gaan groeien bij 37 °C, de lichaamstemperatuur van de mens, maar wordt meestal bij gezonde mensen door het immuunsysteem snel onschadelijk gemaakt.

## Pathogenese
Aspergillus fumigatus komt overal in het natuurlijke milieu voor en kan ook gevonden worden in de neus, keel en farynx van gezonde mensen.
Blootstelling aan Aspergillus fumigatus bij mensen met een verminderd immuunsysteem kan aspergillose veroorzaken, een infectie van de long. Vooral leukemiepatiënten met beenmergtransplantatie hebben een verhoogd risico. Ziekteverschijnselen zijn koorts, zwakheid, pijn in de borst, onverklaarbaar gewichtsverlies, hoofdpijn, hartruis, bloed in de urine of afwijkende urinekleur en rechte, smalle lijntjes van kapotte bloedvaatjes onder de nagels.
Bestrijding van Aspergillus fumigatus wordt vanwege resistentie van de schimmel tegen veelgebruikte antischimmelmiddelen in de landbouw zoals azolen steeds lastiger.
Aspergillus fumigatus is ook de veroorzaker van de ziekte bij broed van de honingbij, waarbij het broed gemummificeerd wordt.

## Genoom
De basepaarvolgorde van het genoom van drie Aspergillus-soorten is vastgesteld (gesequencet) te weten die van
- Aspergillus fumigatus,
- Aspergillus nidulans en
- Aspergillus oryzae

Publicatie vond plaats in december 2005,,.